# Национална гимназия за сценични и екранни изкуства
Националната гимназия за сценични и екранни изкуства в гр. Пловдив е единственото по рода си средно училище по изкуствата в България и на Балканите.

## История
Гимназията е създадена през 1975 г. като Средно художествено училище за сценични кадри.

## Съвременно състояние
Разполага с добра база за провеждане на учебния процес. Гимназията се помещава в интересна стара сграда в центъра на артистичния Пловдив в подножието на Стария град. Базата включва класни стаи за общообразователна подготовка, компютърен кабинет; ателиета по рисуване и живопис, скулптурно ателие, ателие по бутафория и театрална живопис, ателие по художествено осветление. Има и добра специализирана библиотека.
В гимназията преподават изявени творци във всички области на изобразителното и приложно изкуство – сценография, живопис, графика, скулптура, керамика; специалисти по грим и перуки; преподаватели по актьорско майсторство.
НГ за СЕИ дава на възпитаниците си солидно средно образование и отлична професионална подготовка. По време на обучението учениците имат възможност да работят в професионална среда в театри, в киното и телевизията – там те провеждат учебната си практика.
През последните години учениците от гимназията са работили по реализацията на солидни творчески проекти като:
- изработка на декори за филма на Костурица „Ъндарграунд“;
- в много оперни и театрални постановки в театри в Пловдив, Варна, Стара Загора, София и др.

Сътрудничи с много регионални телевизионни центрове и малки театрални формации. Със свои произведения възпитаниците на гимназията участват и в редица регионални и международни театрални и кинофестивали, в различни творчески конкурси.

## Специалности
Учениците в гимназията се обучават по следните специалности:
- Костюм
- Актьорство за куклен театър
- Актьорство за драматичен театър
- Художествено осветление
- Кукли
- Грим и перуки
- Декор
- Пантомима